# Enzersfeld im Weinviertel
Enzersfeld im Weinviertel est une commune autrichienne du district de Korneuburg en Basse-Autriche, dans le Weinviertel.